# Schnauder Ø
Schnauder Ø is een onbewoond eiland in Nationaal park Noordoost-Groenland in het oosten van Groenland.
Het eiland is vernoemd naar de Duitse astronoom Max Schnauder (1860-1939), die tevens hoogleraar was aan het Duits Geodetisch Instituut in Potsdam.

## Geografie
Het eiland ligt in het noorden van de baai Jøkelbugten. Ten zuidwesten ligt aan de overzijde het Hertogen van Orléansland en in het noordwesten het Lambertland.
Het eiland ligt recht voor de monding van de gletsjer Zachariae Isstrom en dwingt die gletsjer in een noordoostelijke richting.